# Znamianka
Znamianka (em ucraniano:  Зна́м'янка) é uma cidade da Ucrânia, situada no Oblast de Kirovogrado. Tem 14,8 km² de área e sua população em 2020 foi estimada em 22.069 habitantes.

## História
Znamianka foi fundada em 1869 como uma estação ferroviária, levando o nome de uma vila próxima fundada em 1730 por colonos da Rússia central (hoje região de Oryol) que fugiram em 1730 para o território dos Cossacos de Zaporíjia para perseguição religiosa (hoje Znamianka Druha). Em 1886 já existiam 24 casas particulares, um abrigo de terra, locais de comércio e uma população de 143 habitantes. Em 1913, cerca de 6.000 pessoas viviam aqui. Durante a Guerra de Independência da Ucrânia (1917-1921), a bandeira estava sob o controle de várias formações estatais: da República Popular da Ucrânia, Directorio de Ucrania, República de Jolodny Yar. Em 1920 Znamianka foi capturado pela terceira vez pelo exército soviético .
Durante o Holodomor e as repressões soviéticas, pelo menos 800 moradores de Znamianka morreram, em 1938 recebeu o status de cidade . Durante a Segunda Guerra Mundial, de 5 de agosto de 1941 a 9 de dezembro de 1943, a cidade foi ocupada por tropas alemãs. Na floresta nos arredores da cidade ficava o maior centro do movimento partidário soviético da região, entre os moradores locais - Lukia Stachenko (1879-1973) é bem conhecida .
Durante a Guerra em Donbas (2014–2022), mais de mil moradores da cidade participaram das hostilidades, 12 morreram, a rua central recebeu o nome de um deles (Viktor Holi)  . Durante a Invasão da Ucrânia pela Rússia (2022–presente) Znamianka tornou-se um refúgio para vários milhares de refugiados

## Galeria

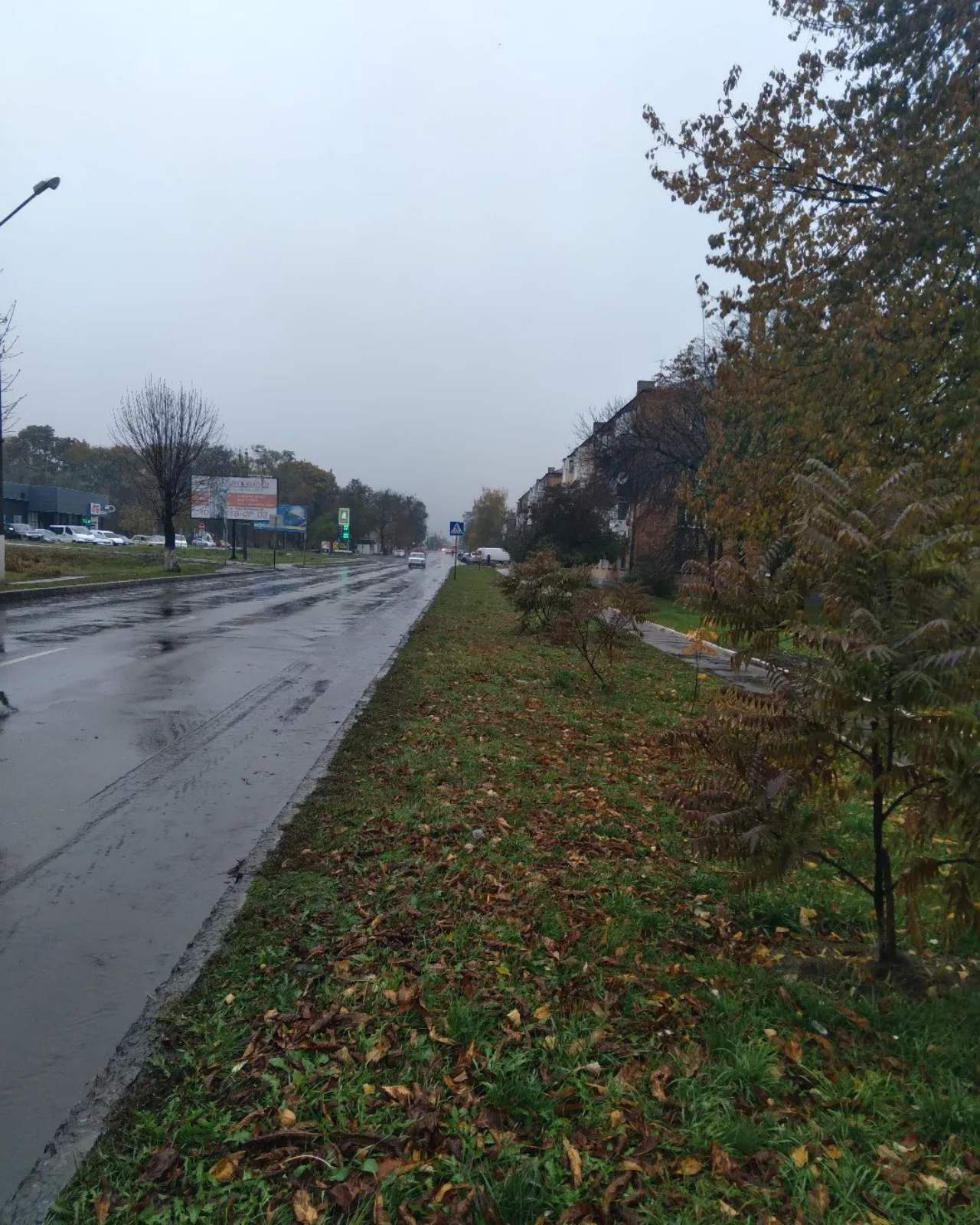
rua principal
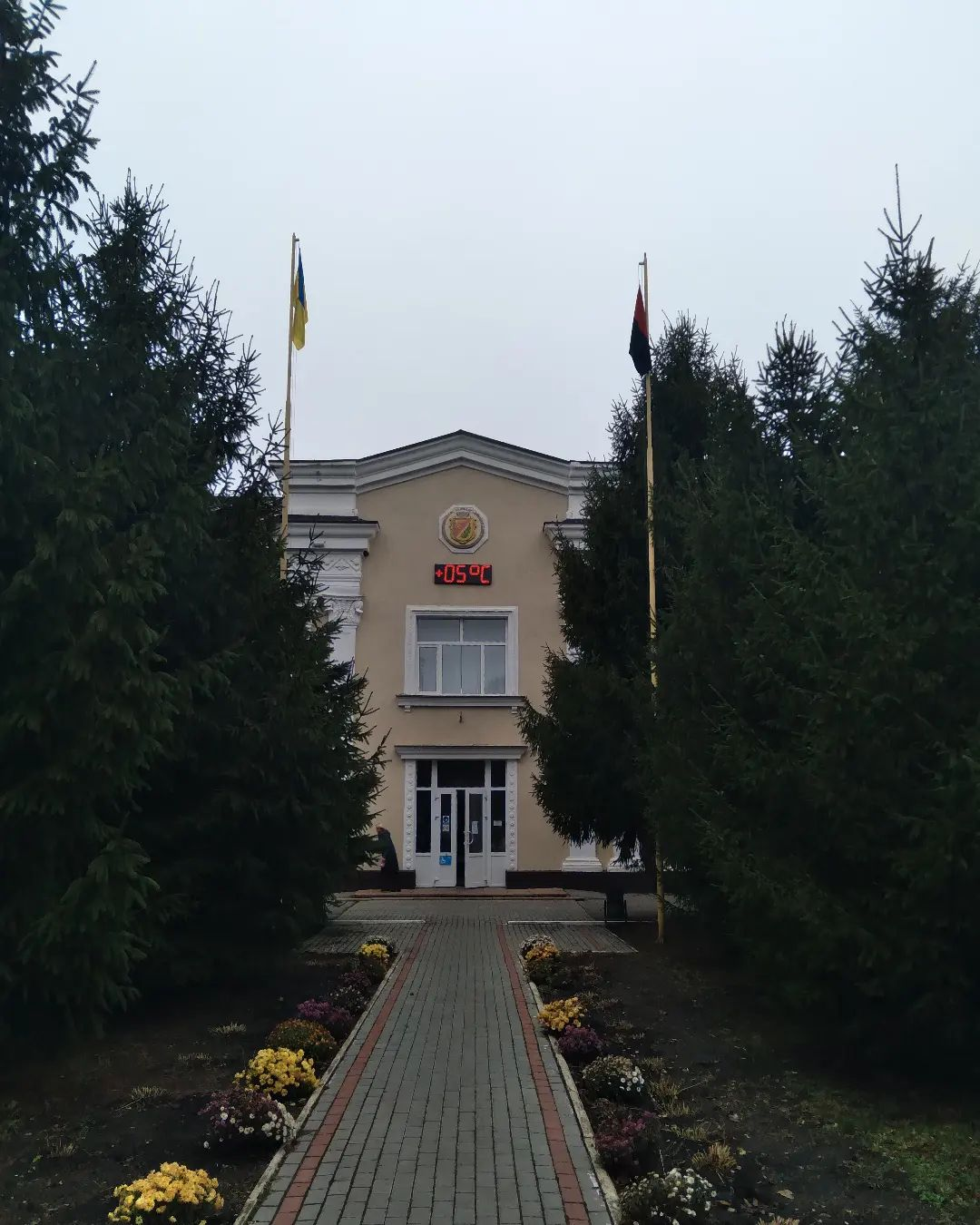
Câmara Municipal
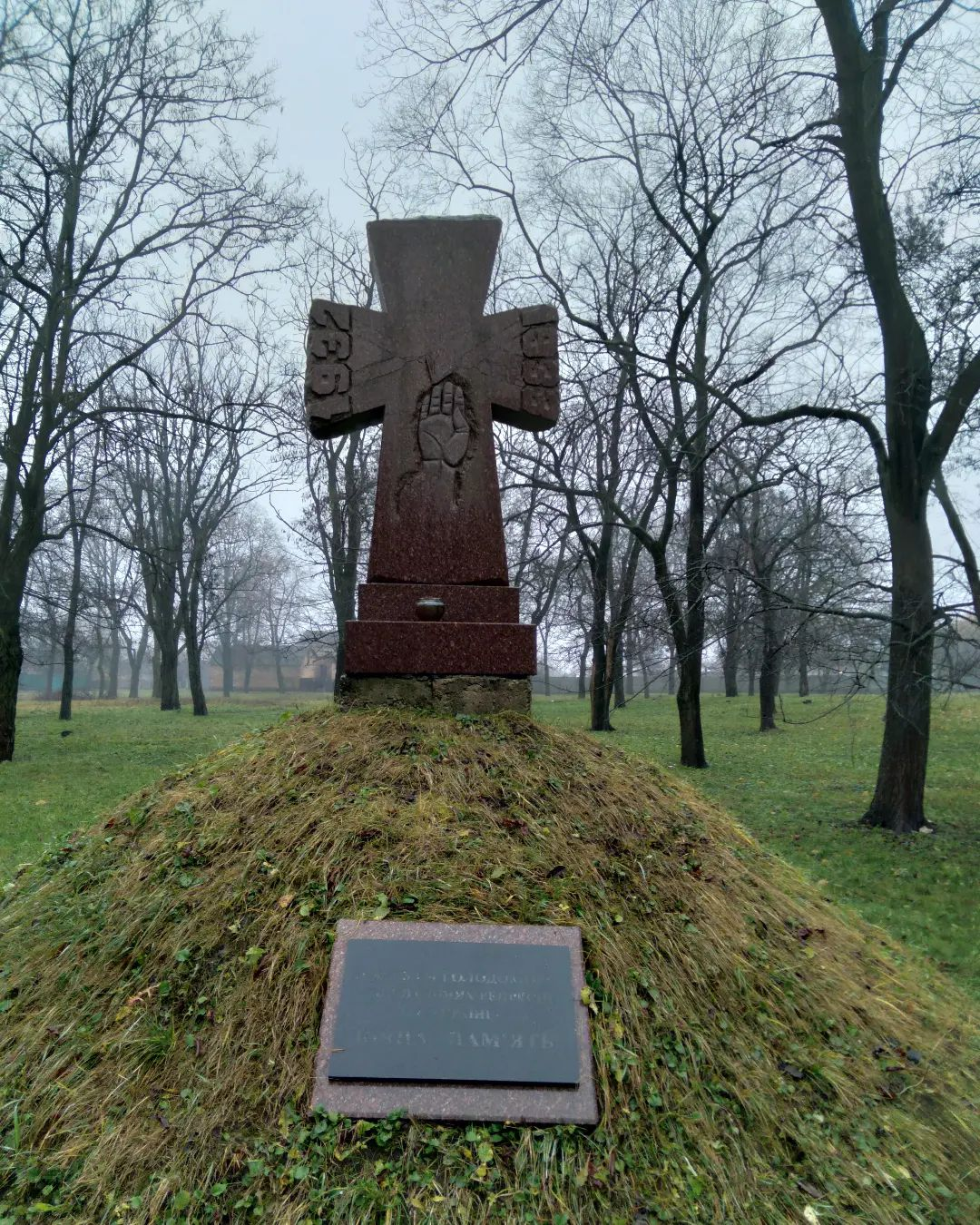
um monumento às vítimas do Holodomor e da repressão política
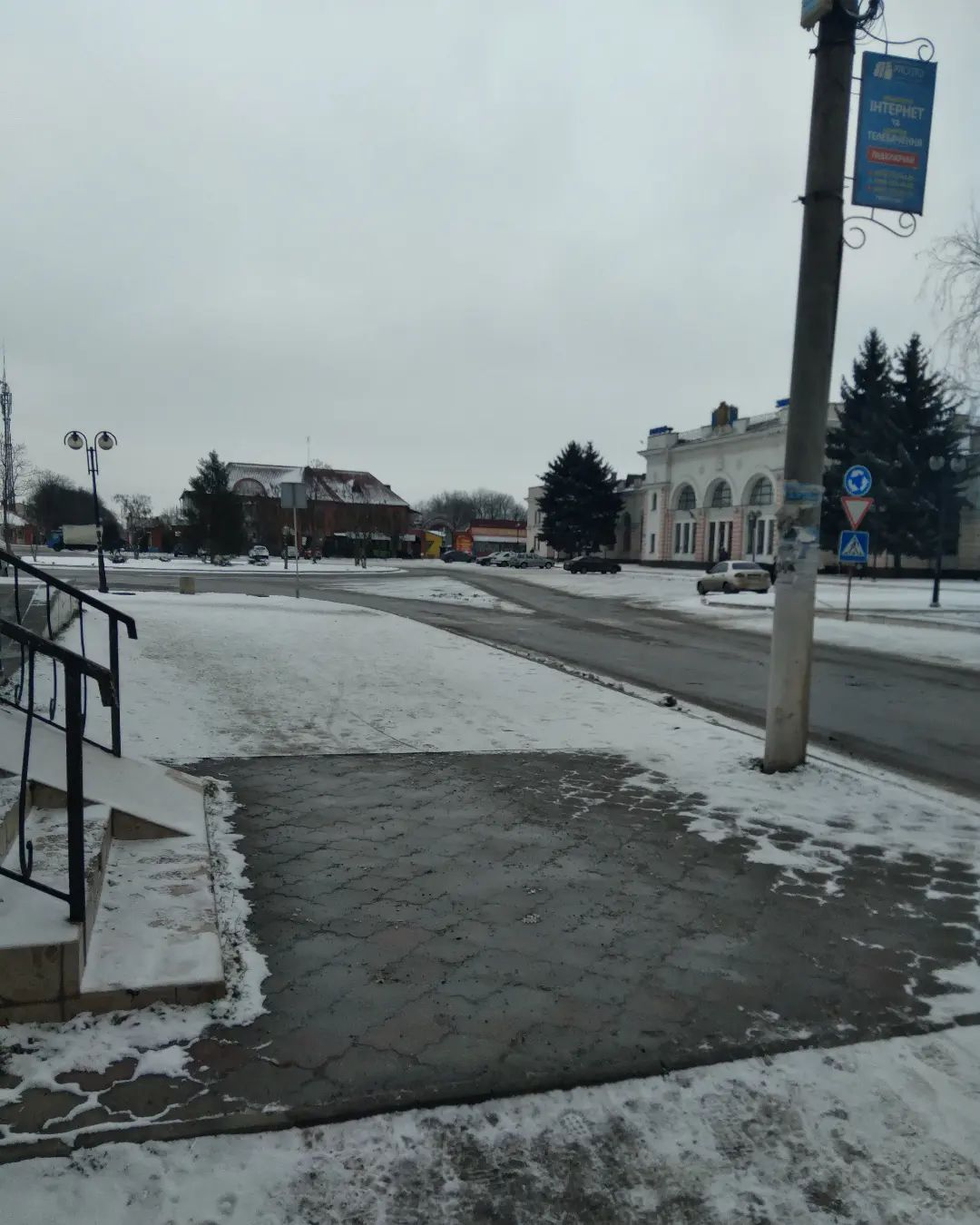
Estação Ferroviária
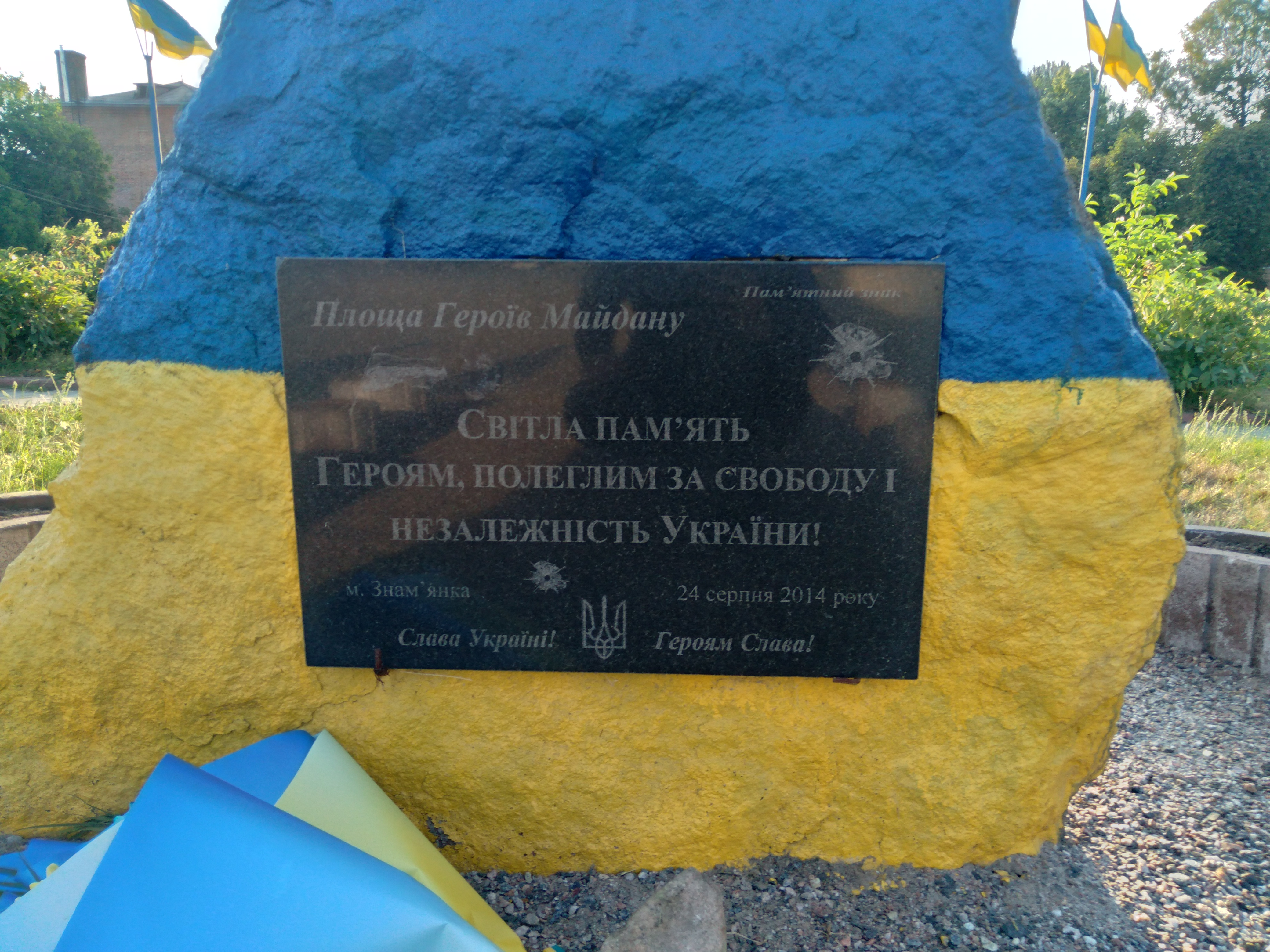
um monumento aos eventos Euromaidan
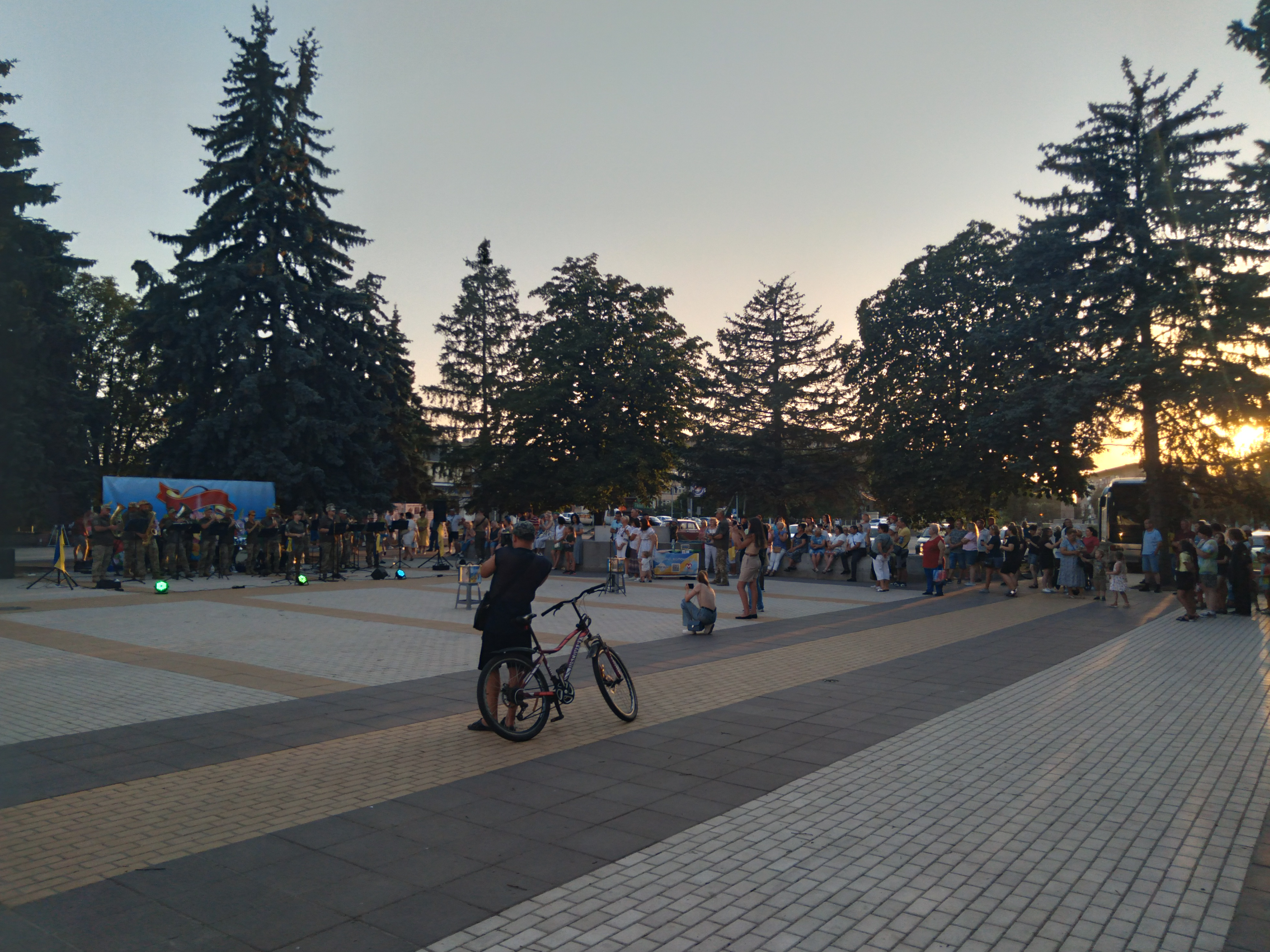
banda militar toca para o povo, 2023
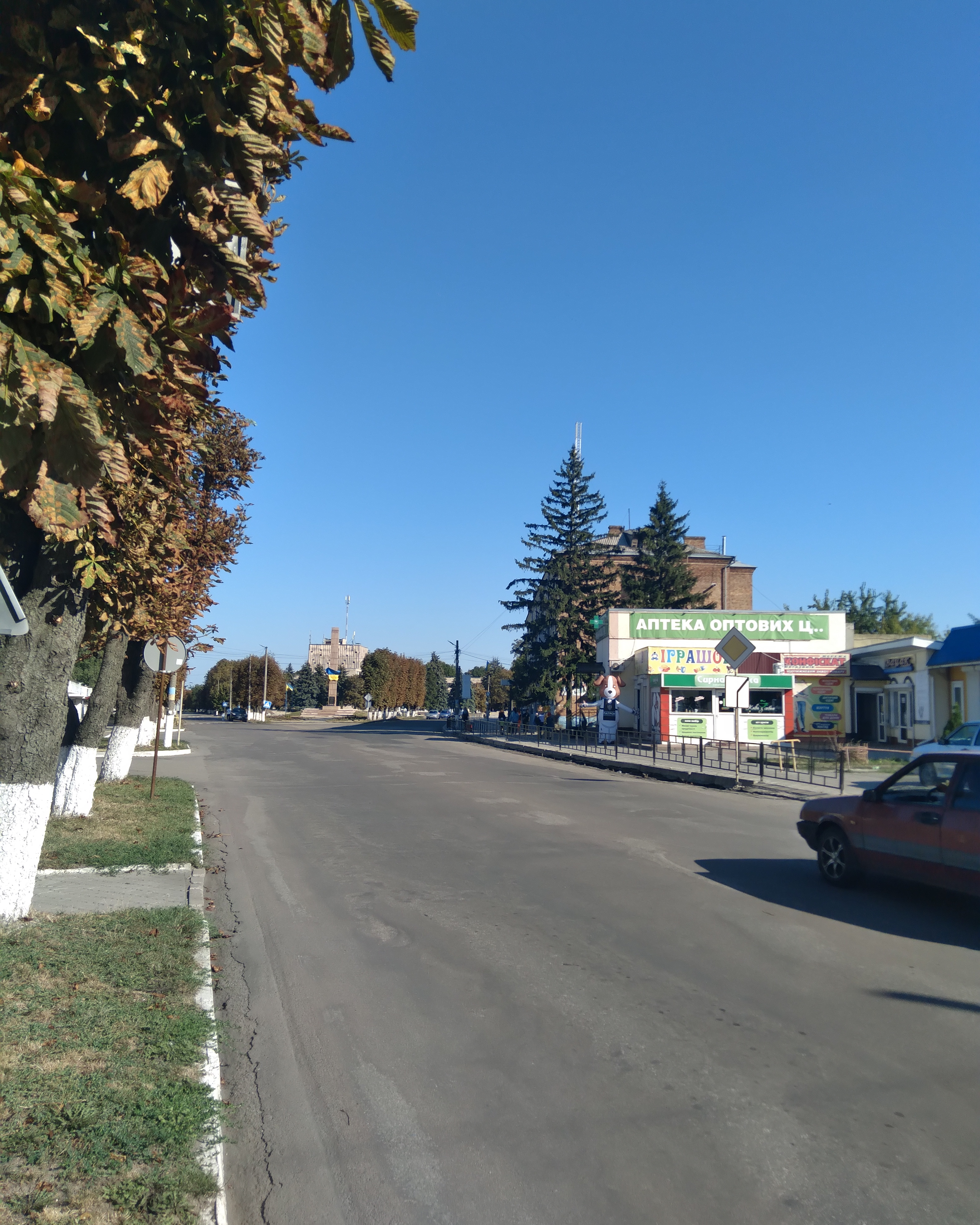
centro da cidade
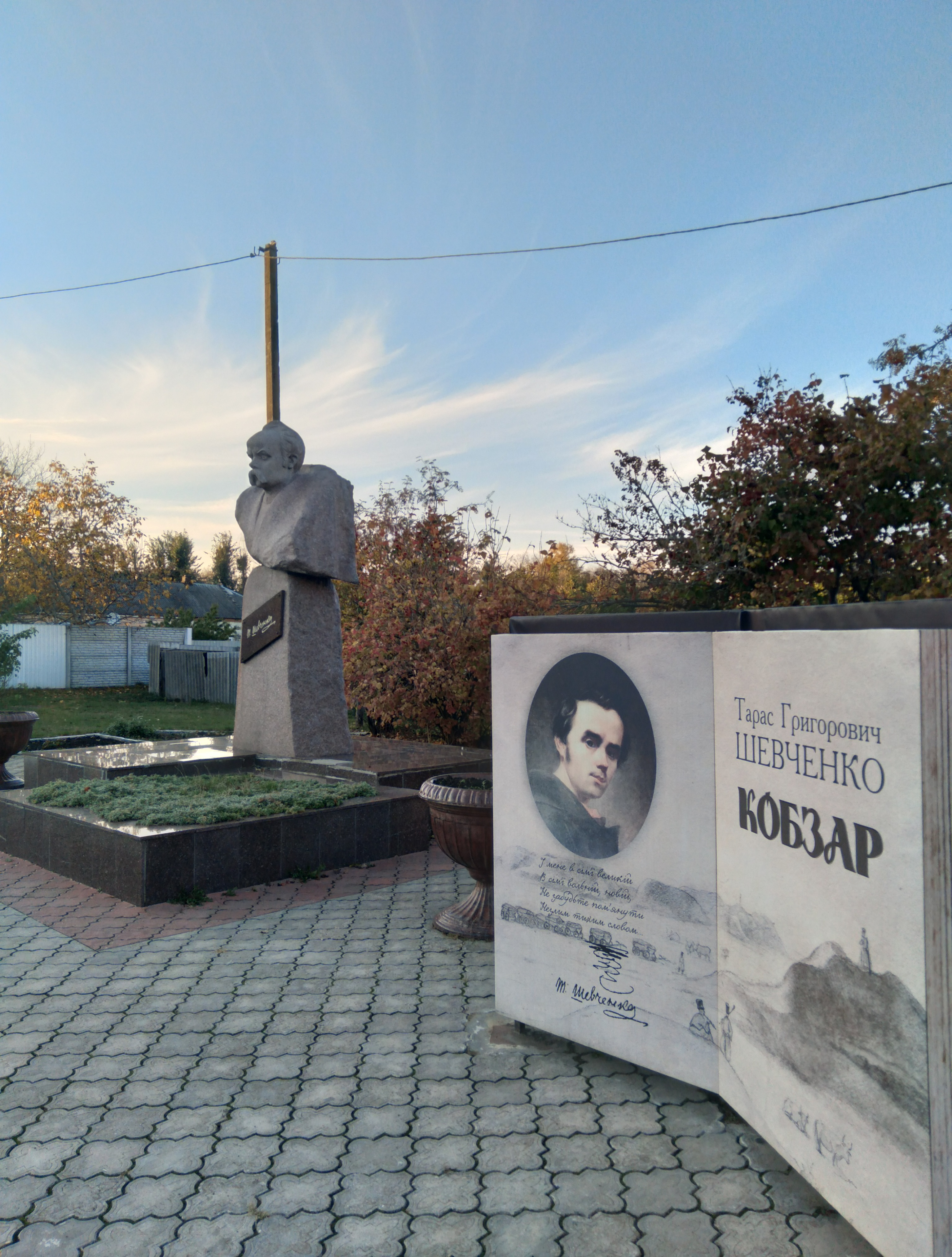
monumento a Taras Shevchenko
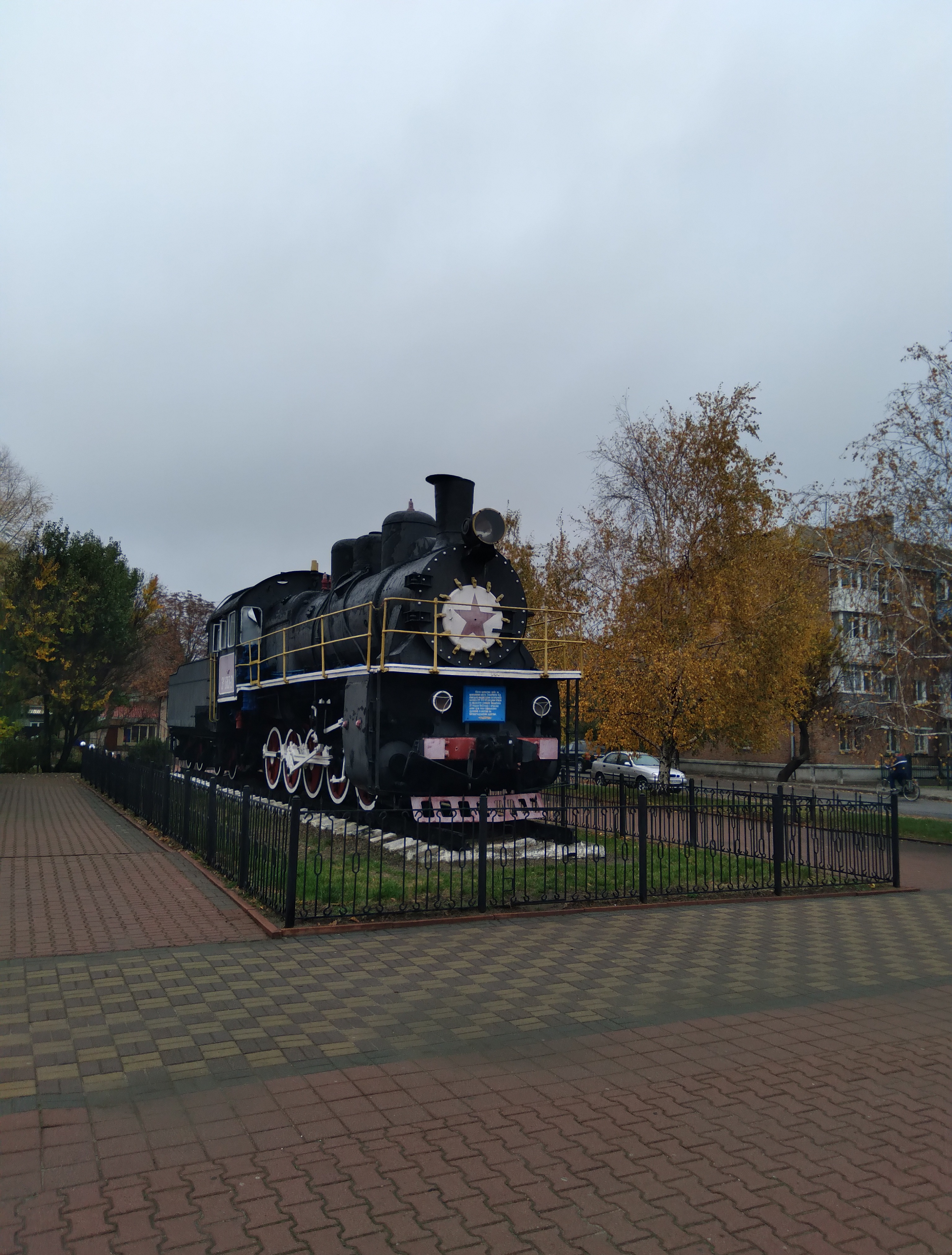
monumento da locomotiva
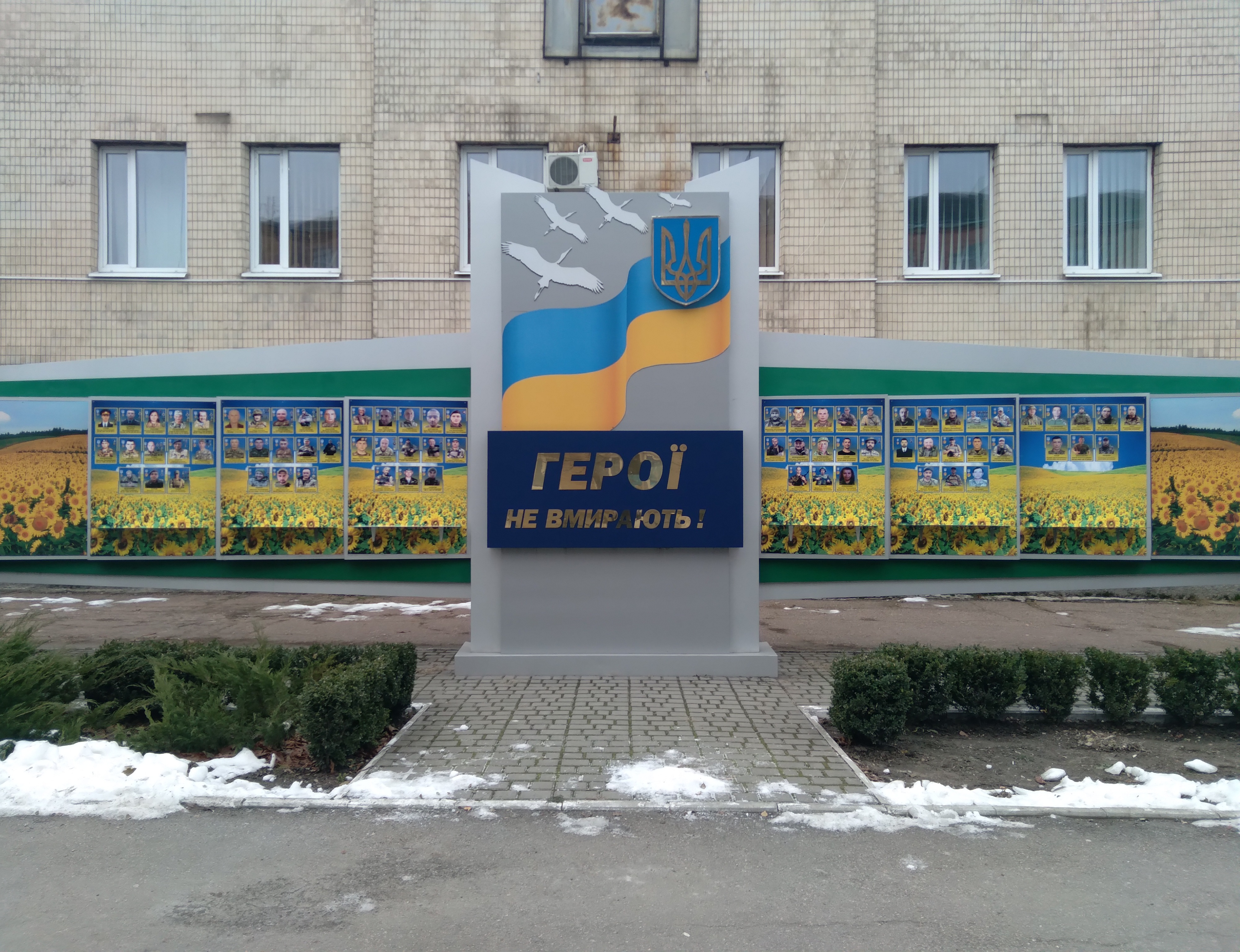
um monumento aos heróis caídos da guerra russo-ucraniana (2014-)